# Nathan F. Dixon
Nathan F. Dixon (Plainfield, 1774. december 13. – Washington, 1842. január 29.) az Amerikai Egyesült Államok szenátora (Rhode Island, 1839–1842).